# Serguéi Kosmynin
Serguéi Mijáilovich Kosmynin –en ruso, Сергей Михайлович Космынин– (Mezhdurechensk, 26 de mayo de 1964) es un deportista ruso que compitió para la URSS en judo. Ganó tres medallas en el Campeonato Mundial de Judo entre los años 1989 y 1993, y cinco medallas en el Campeonato Europeo de Judo entre los años 1987 y 1994.

## Palmarés internacional
| Representando a la URSS |                       |                   |           |
| Campeonato Mundial      |                       |                   |           |
| Año                     | Lugar                 | Medalla           | Categoría |
| 1989                    | Belgrado (Yugoslavia) | Medalla de bronce | –65 kg    |
| 1991                    | Barcelona (España)    | Medalla de bronce | –65 kg    |
| Campeonato Europeo      |                       |                   |           |
| Año                     | Lugar                 | Medalla           | Categoría |
| 1987                    | París (Francia)       | Medalla de bronce | –65 kg    |
| 1988                    | Pamplona (España)     | Medalla de bronce | –65 kg    |
| 1989                    | Helsinki (Finlandia)  | Medalla de plata  | –65 kg    |
| Representando a Rusia   |                       |                   |           |
| Campeonato Mundial      |                       |                   |           |
| Año                     | Lugar                 | Medalla           | Categoría |
| 1993                    | Hamilton (Canadá)     | Medalla de bronce | –65 kg    |
| Campeonato Europeo      |                       |                   |           |
| Año                     | Lugar                 | Medalla           | Categoría |
| 1993                    | Atenas (Grecia)       | Medalla de oro    | –65 kg    |
| 1994                    | Gdańsk (Polonia)      | Medalla de oro    | –71 kg    |